# Charles Paul Wilp
Charles Paul Wilp (15 septembre 1932 à Witten en Allemagne - 2 janvier 2005 à Düsseldorf en Allemagne)   est un photographe publicitaire allemand.

## Biographie
Dans le cadre du Perry Rhodan WeltCon 2000, Wilp a exposé une partie de ses œuvres dans la Rheingoldhalle de Mayence, du 17 au 19 décembre 1999.